# 한 많은 강
한 많은 강은 한국에서 제작된 우상학 감독의 1961년 영화이다. 김명섭 등이 주연으로 출연하였고 김만길 등이 제작에 참여하였다.

## 출연

### 주연
- 김명섭
- 이예춘
- 장훈

## 제작진
- 조명: 최용진
- 미술: 홍성칠